# محطة الطاقة الشمسية ألتين
محطة الطاقة الشمسية ألتين والمعروفة أيضًا باسم محطة الطاقة الشمسية كيسيس 1، هي محطة 44 ميجاواط (59,000 حصان)محطة الطاقة الشمسية في كينيا، أكبر اقتصاد في مجموعة شرق أفريقيا.

## الموقع
تقع محطة الطاقة خارج مدينة إلدوريت، في مقاطعة أوسين جيشو، على بعد حوالي 312 كيلومتر (194 ميل)، بالطريق البري، شمال غرب نيروبي، العاصمة وأكبر مدينة في كينيا. ستقع مزرعة الطاقة الشمسية على مساحة تبلغ حوالي 10 هكتار (25 أكر) من الأراضي الزراعية السابقة، على بعد حوالي 12 كيلومتر (7 ميل)، جنوب شرق إلدوريت وعلى بعد حوالي كيلومتر واحد شرق محطة الطاقة الشمسية إلدوسول ومحطة الطاقة الشمسية المشعة.

## الملخص
لدى كينيا طموحات لتزويد 100 في المائة من سكان البلاد بالكهرباء، ارتفاعًا من 70 في المائة في عام 2017. ويهدف هذا التطور ومحطة الطاقة الشمسية كوبيري بقدرة 50 ميجاوات، إلى جانب محطة الطاقة الشمسية جاريسا بقدرة 55 ميجاوات، المملوكة لهيئة كهربة الريف الكينية، إلى تنويع مصادر الكهرباء في كينيا، نظرًا لعدم القدرة على التنبؤ بالطاقة الكهرومائية في هذه الدولة الواقعة في شرق إفريقيا. ومن المتوقع أن توفر محطة الطاقة هذه 123 جيجاوات ساعة من الطاقة سنويًا، وهو ما يكفي لتلبية احتياجات الطاقة لأكثر من 245000 منزل كيني.

## المطورون
محطة الطاقة مملوكة لشركة شركة ألتين للطاقة المتجددة (الطاقة المتجددة القديمة)، وهي شركة أوروبية مستقلة لإنتاج الطاقة ولديها مشروعان آخران للطاقة الشمسية في كينيا، كيسيس 2 وكوبيري.
أبلغت شركة ألتن السلطات الكينية باختيار الشركة الفرنسية فولتاليا من قِبل المالكين لتنفيذ أعمال البناء، بصفتها مقاول الهندسة والتوريد والبناء، بالإضافة إلى مقاول التشغيل والصيانة للمحطة. تُباع الطاقة إلى شركة كينيا للطاقة والإضاءة، موزع الكهرباء، بموجب اتفاقية شراء طاقة مدتها 20 عامًا.

## التمويل
قدّم بنك ستاندرد جنوب أفريقيا، وبنك ستانبيك كينيا، وبنك سي آي بي قرضًا مشتركًا بقيمة 41 مليون دولار أمريكي. كما قدّم صندوق البنية التحتية لأفريقيا الناشئة في المملكة المتحدة قرضًا بقيمة 35 مليون دولار أمريكي لمشروعه.

## الانتقال
يمر خط نقل الطاقة عالي الجهد 230 كيلو فولت، الواصل بين محطة توركويل للطاقة الكهرومائية ومحطة كينيا للطاقة الفرعية في ليسوس، فوق هذه المزرعة الشمسية. سيتم ضخ الطاقة المولدة من هذه المزرعة إلى الشبكة الكهربائية الكينية عند نقطة عبور خط 230 كيلو فولت للمزرعة.

## الجدول الزمني للبناء
بدأ البناء في يناير 2020، ومن المتوقع بدء التشغيل في أواخر عام 2021 أو أوائل عام 2022. في سبتمبر 2022، أفاد موقع أفريك21. أفريقيا، بانتهاء تركيب معدات محطة الطاقة. بعد اختبارات الأداء والمعايرة الإلزامية، من المتوقع أن تدخل مزرعة الطاقة الشمسية الخدمة خلال الربع الأخير من عام 2022. تم تشغيل مزرعة الطاقة الشمسية تجاريًا بقدرة 44 ميجاوات في يونيو 2023.